# Garry Kitchen’s GameMaker
Garry Kitchen’s GameMaker (mitunter in den Medien verkürzt zu GameMaker) war ein Spiel-Entwicklungssystem für die Heimcomputer Commodore 64 and Apple II, das von Garry Kitchen entwickelt und vom Unternehmen Activision im Jahr 1985 veröffentlicht wurde.

## Funktionsumfang
Das Programm war in sechs Unterprogramme aufgeteilt, die alle über ein grafisches Interface mit dem Joystick bedient wurden:
- SceneMaker – zur Erstellung der Hintergrundgrafiken
- SpriteMaker – zur Erstellung und Animation von Sprites sowie zur Kombination von bis zu vier Sprites zu einem größeren Gesamtobjekt
- MusicMaker – zum Komponieren von Hintergrundmusik
- SoundMaker – zur Entwicklung von Sound Effekten
- Editor – zur Programmierung des eigentlichen Spiels

Die Programmiersprache, die im Gamemaker verwendet wird, lehnt sich an frühe Programmiersprachen wie BASIC an. Dabei kann der Benutzer aber auf viele vorhandene Grafik- und Soundfunktionen zurückgreifen, was somit die erarbeiteten Inhalte aus den unterschiedlichen Unterprogramme anspricht.
Da die Game-Engine des GameMakers selbst Teile des 64 KB großen RAM-Speichers des C64 belegte, musste der Entwickler einige Einschränkungen im Funktionsumfang hinnehmen. So konnten nur zwei unterschiedliche Hintergrundbilder pro Spiel verwendet werden, das aus vielen kommerziellen Spielen bekannte Scrolling war nicht möglich, für die selbst zu erstellenden Spielinhalte standen lediglich 3553 Bytes zur Verfügung und ein Zugriff auf externe Speichermedien für das Nachladen von Inhalten war nicht vorgesehen. Für die Eingabe von Musikstücken verlangte das Unterprogramm MusicMaker zudem Kenntnisse des Notensystems. Für die Verwaltung des Spielgeschehens standen lediglich 26 Variablen zur Verfügung, die Werte zwischen 0 und 255 annehmen konnten.
Trotz der Einschränkungen zeigte der GameMaker zum damaligen Zeitpunkt umfangreiche Möglichkeiten zum Erstellen eines eigenen Spieles. Zur Demonstration wurde ein Remake des Spieles Pitfall! (eines von Activisions erfolgreichen Spielen) im GameMaker erstellt und als Demo dem Programmpaket beigelegt. Die selbsterstellten Spiele waren frei von Copyright, konnten also vom Ersteller verteilt, kommerziell vertrieben und selbst mit einem Copyright versehen werden. Mit dem GameMaker erstellte Spiele, die kommerziell vertrieben wurden, sind nicht bekannt.

## Rezeption
Das deutsche Computermagazin 64’er stellte heraus, dass mit Hilfe des GameMaker insbesondere Menschen ohne Programmierkenntnisse „nur mit einem Joystick bewaffnet“ Spiele erstellen könnten. Für erfahrene Programmierer würde hingegen die Methode, mittels einer Menüauswahl Befehle zusammenzustellen, eine Belastung darstellen. Das Magazin lobte den GameMaker als „sehr gut gelungenen Spielebaukasten“ mit „höchst komfortablen“ Editoren. Kritisiert wurde, dass die 100 Seiten umfassende Anleitung nicht ins Deutsche übersetzt wurde. Die Happy Computer stellte die umfangreiche Bibliothek mitgelieferter Grafiken und Sounds positiv heraus, monierte aber das mangelnde Scrolling sowie die fehlende Möglichkeit, Spielinhalte von einem Datenträger nachzuladen. Redakteur Boris Schneider wies darauf hin, dass der GameMaker ohne grundlegende Programmierkenntnisse kaum nutzbar sei.
Die US-amerikanische Computer Gaming World lobte das System als „exzellentes Paket menügesteuerter Werkzeuge, “, mit dem problemlos eigene, qualitativ hochwertige Spiele im Stile von Pitfall! oder Chopper Command erstellen könne. Herausgestellt wurde auch die „herausragende“ Dokumentation des Programms.